# Sven Carlson (företagsledare)
Sven Carlson, född 29 maj 1847 i Näsums socken, död 12 maj 1924 i Saltsjöbaden, var en svensk företagare och uppfinnare.
Sven Carlsson var son till lantbrukaren och kyrkvärden Carl Johnsson. Efter studentexamen i Lund blev han student vid Uppsala universitet 1865, avlade 1870 filosofie kandidatexamen där och blev 1872 filosofie doktor. Carlsson studerade 1872–1874 vid Teknologiska institutet och flyttade 1876 till Ryssland. Där var han anställd vid furst Demidoffs järnverk i Ural 1876–1879 och därefter av AB Bröderna Nobel i Baku och Warszawa. 1890 återkom Carlson till Sverige och ägnade sig då åt uppfinnande och företagande. För att exploatera den 1895–1898 uppfunna Luxlampan grundade han 1901 AB Lux och satt 1901–1906 i bolagets styrelse. År 1901 var han även med om att grunda glödnätsfabriken AB Keros i Södertälje och satt 1901–1916 i bolagets styrelse. 1908 var han medgrundare av AB Ljungströms Ångturbin och satt i styrelsen där 1912–1913 samt var vice styrelseordförande i Turbinfabrik AB Ljungström 1913–1916. Han var även 1913 medgrundare av Astra i Södertälje